# My People feat. 加藤ミリヤ
「My People feat. 加藤ミリヤ」（マイ・ピープル フィーチャリング かとうミリヤ）は、ZEEBRAの楽曲で、12枚目のシングル。2007年7月18日にポニーキャニオンから発売された。前作「Stop Playin' A Wall」から約8ヶ月ぶりのリリースで、表題曲には、タイトルの通り加藤ミリヤが参加している。

## 収録曲
1. My People feat. 加藤ミリヤ
作詞・作曲：ZEEBRA/加藤ミリヤ/BUZZER BEATS/Reggie Lucas/James Mtume
2. We Leanin
作詞・作曲：ZEEBRA/D.FOCIS
3. Stop Playin' A Wall (A Hundred Birds Remix)
作詞・作曲：ZEEBRA/D.FOCIS
  - A Hundred Birdsによる11作目のシングル曲「Stop Playin' A Wall」のリミックス。